# Asset liability management
Asset/liability management (ALM) o Gestione di attività e passività è la pratica della gestione dei rischi che crescono a causa di disallineamenti tra attività e passività.
Il processo è un incrocio tra la gestione del rischio e la pianificazione strategica.
Si focalizza sul lungo termine anziché offrire soluzioni di mitigazione o copertura del rischio: successo nel processo di massimizzare le attività per soddisfare le passività complesse che possono aumentare la redditività.